# Myńkiwci (obwód kijowski)
Myńkiwci (ukr. Миньківці) – wieś na Ukrainie, w obwodzie kijowskim, w rejonie białocerkiewskim w hromadzie Skwyra. W 2001 liczyła 581 mieszkańców, spośród których 568 wskazało jako ojczysty język ukraiński, 11 rosyjski, a 2 inny.